# Irina Spîrlea
Irina Spîrlea (* 26. März 1974 in Bukarest) ist eine ehemalige rumänische Tennisspielerin.

## Karriere
Spîrlea wurde 1990 Tennisprofi und gehörte für viele Fachleute – wie auch ihren Landsmann Ion Tiriac – zu den größten Nachwuchstalenten weltweit.
Ihren ersten Titel auf der WTA Tour sicherte sich Spîrlea 1994 in Palermo. Im selben Jahr wurde sie für die Auszeichnung Newcomerin des Jahres nominiert. 1995 verteidigte sie ihren Titel bei dem Sandplatzturnier auf Sizilien. Ihren größten Triumph feierte sie dann 1996 mit einem  Finalsieg über Mary Pierce beim Traditionsturnier in Amelia Island. Ihren vierten und letzten Titel gewann sie 1998 in Straßburg.
Irina Spîrlea gehörte zu den Top Ten der Weltrangliste und wurde im Oktober 1997 auf Platz 7 notiert.
Zwischen 1991 und 1994 bestritt sie im Fed Cup für Rumänien 18 Partien, von denen sie zehn gewann.
Ihr größter sportlicher Erfolg war die Halbfinalteilnahme bei den US Open 1997. Nach einem Sieg über Monica Seles unterlag sie Venus Williams. Spîrlea vergab zwei Matchbälle und verlor mit 6:7, 6:4 und 6:7. Bei der Partie kam es zu einer Auseinandersetzung der beiden Spielerinnen, bei der es beim Seitenwechsel sogar zu einem Rempler kam. Für negative Schlagzeilen hatte sie zuvor bereits beim Turnier in Palermo gesorgt, als sie als erste Frau im Tennissport wegen Schiedsrichterbeleidigung disqualifiziert worden war. Im selben Jahr war Spîrlea bei den Australian Open ins Viertelfinale eingezogen und stand bei den French Open sowie in Wimbledon jeweils im Achtelfinale.
1998 besiegte sie auf dem Weg ins Finale von Hilton Head Islands die Top-Ten-Spielerinnen Lindsay Davenport und Monica Seles. Bei den US Open besiegte sie in der dritten Runde Serena Williams mit 6:3, 0:6, 7:5 und qualifizierte sich damit wie im Jahr zuvor für das Damen-Masters, bei dem sie noch einmal ins Halbfinale kam. 1999 fiel sie dann allerdings weit zurück.
Darüber hinaus gewann die Rechtshänderin in ihrer Karriere sechs Doppeltitel.
Nach vielen Verletzungen beendete Spîrlea im Jahr 2000 ihre zehnjährige Profilaufbahn. 2001 heiratete sie ihren italienischen Trainer Massimiliano Pace, 2002 wurde sie Mutter.

## Turniersiege

### Einzel
| Nr. | Datum          | Turnier       | Kategorie    | Belag | Finalgegnerin        | Ergebnis       |
| --- | -------------- | ------------- | ------------ | ----- | -------------------- | -------------- |
| 1.  | 10. Juli 1994  | Palermo       | WTA Tier IV  | Sand  | Brenda Schultz       | 6:4, 1:6, 7:65 |
| 2.  | 16. Juli 1995  | Palermo       | WTA Tier IV  | Sand  | Sabine Hack          | 7:61, 6:2      |
| 3.  | 14. April 1996 | Amelia Island | WTA Tier II  | Sand  | Mary Pierce          | 6:7, 6:4, 6:3  |
| 4.  | 23. Mai 1998   | Straßburg     | WTA Tier III | Sand  | Julie Halard-Decugis | 7:65, 6:3      |

### Doppel
| Nr. | Datum          | Turnier   | Kategorie    | Belag           | Partnerin               | Finalgegnerinnen                   | Ergebnis      |
| --- | -------------- | --------- | ------------ | --------------- | ----------------------- | ---------------------------------- | ------------- |
| 1.  | Mai 1994       | Tarent    | WTA Tier IV  | Sand            | Noelle van Lottum       | Sandra Cecchini Isabelle Demongeot | 6:3, 2:6, 6:1 |
| 2.  | Januar 1995    | Jakarta   | WTA Tier III | Hartplatz       | Claudia Porwik          | Laurence Courtois Nancy Feber      | 6:2, 6:3      |
| 3.  | Mai 1996       | Rom       | WTA Tier I   | Sand            | Arantxa Sánchez Vicario | Gigi Fernández Martina Hingis      | 6:4, 3:6, 6:3 |
| 4.  | Februar 1999   | Paris     | WTA Tier II  | Teppich (Halle) | Caroline Vis            | Jelena Lichowzewa Ai Sugiyama      | 7:5, 3:6, 6:3 |
| 5.  | September 1999 | Luxemburg | WTA Tier III | Teppich (Halle) | Caroline Vis            | Tina Križan Katarina Srebotnik     | 6:1, 6:2      |
| 6.  | Oktober 1999   | Linz      | WTA Tier II  | Teppich (Halle) | Caroline Vis            | Tina Križan Larisa Neiland         | 6:4, 6:3      |

## Abschneiden bei Grand-Slam-Turnieren

### Einzel
| Turnier         | 1992 | 1993 | 1994 | 1995 | 1996 | 1997 | 1998 | 1999 | 2000 | Karriere |
| --------------- | ---- | ---- | ---- | ---- | ---- | ---- | ---- | ---- | ---- | -------- |
| Australian Open | —    | —    | 1    | AF   | 2    | VF   | 1    | 1    | 1    | VF       |
| French Open     | 1    | —    | AF   | 3    | AF   | AF   | 1    | 3    | 1    | AF       |
| Wimbledon       | —    | —    | 2    | 3    | 2    | AF   | AF   | 1    | 1    | AF       |
| US Open         | —    | —    | 1    | 1    | 3    | HF   | AF   | 3    | —    | HF       |

Zeichenerklärung: S = Turniersieg; F, HF, VF, AF = Einzug ins Finale / Halbfinale / Viertelfinale / Achtelfinale; 1, 2, 3 = Ausscheiden in der 1. / 2. / 3. Hauptrunde; Q1, Q2, Q3 = Ausscheiden in der 1. / 2. / 3. Runde der Qualifikation; n. a. = nicht ausgetragen

### Doppel
| Turnier         | 1994 | 1995 | 1996 | 1997 | 1998 | 1999 | 2000 | Karriere |
| --------------- | ---- | ---- | ---- | ---- | ---- | ---- | ---- | -------- |
| Australian Open | 2    | AF   | AF   | 1    | 1    | 2    | 2    | AF       |
| French Open     | 2    | VF   | 1    | 2    | 2    | 1    | —    | VF       |
| Wimbledon       | 1    | AF   | AF   | 2    | 1    | AF   | AF   | AF       |
| US Open         | 1    | AF   | AF   | 1    | AF   | 1    | —    | AF       |

### Mixed
| Turnier         | 1994 | 1995 | 1996 | 1997 | 1998 | 1999 | Karriere |
| --------------- | ---- | ---- | ---- | ---- | ---- | ---- | -------- |
| Australian Open | —    | —    | VF   | VF   | —    | —    | VF       |
| French Open     | —    | 2    | 2    | 2    | —    | —    | 2        |
| Wimbledon       | 1    | 2    | 1    | —    | —    | —    | 2        |
| US Open         | —    | VF   | 1    | —    | —    | AF   | VF       |